# Parvatia
Genre
Classification APG III (2009)
Parvatia est un genre de plantes à fleurs de la famille des Lardizabalaceae.
Le nom de genre est donné en hommage à Pārvatī, la déesse hindoue de la fertilité, de l'amour maternel et de la dévotion.

## Position taxinomique
Les genres Holboellia, Stauntonia et Parvatia de la famille des Lardizabalacées sont en très étroite relation. Cette proximité que soulignent les caractères végétatifs, a conduit à des fusions puis défusions de ces trois genres selon l'importance attachée à certains caractères ou non. Les études phylogénétiques récentes restent insuffisamment précises sur ce point : la plus complète à l'heure actuelle – dix espèces étudiées pour l'ensemble des trois genres -, celle de Wang Feng et al., semble conduire à une fusion des trois genres, sauf découverte d'autres caractères discriminants.
Le choix de les réunir ou séparer relève donc actuellement de considérations sur des différences de caractères botaniques assez ténues. Ces caractères – en séparant les genres - se résument ainsi :
| Caractéristique      | Holboellia                                               | Parvatia                         | Stauntonia                       |
| -------------------- | -------------------------------------------------------- | -------------------------------- | -------------------------------- |
| Étamines             | Libres                                                   | Soudées en une colonne staminale | Soudées en une colonne staminale |
| Pétales nectarifères | Présents                                                 | Présents                         | Absents                          |
| Feuilles             | Pennées à 3 folioles ou palmatiséquées de 3 à 9 folioles | Pennées à 3 folioles             | Palmatiséquées de 3 à 9 folioles |

Dans l'attente d'une clarification – le genre Holboellia actuel ne semble pas monophyllétique – les genres sont conservés ici.
Selon Plants of the World Online, c'est un synonyme de Stauntonia.

## Liste des espèces
Selon NCBI (23 avril 2010) :
- Parvatia brunoniana

Noms en synonymie
- Parvatia chinensis, un synonyme de Sinofranchetia chinensis.